# Charles van den Eycken
Ne doit pas être confondu avec Charles van den Eycken (1809-1891), son père
 Charles van den Eycken (1859-1923), dit Duchêne, est un peintre belge reconnu spécialisé dans les tableaux représentant des chats.

## Vie
Son grand-père Frans est un peintre décorateur et son père, également appelé Charles, un peintre de paysages à succès dans le style hollandais du XVIIe siècle.
Il est d'abord l'élève de son père et ensuite de Joseph Stevens, un peintre réaliste d'animaux, à l'Académie des Beaux-Arts de Bruxelles. Plus tard, il étudie également à l'Académie de Louvain. À partir de 1881 il expose régulièrement aux Salons de Bruxelles, Liège, Gand, Anvers, ainsi qu'aux Pays-Bas, en Allemagne, et en Espagne. Il peint plusieurs tableaux pour la reine Marie-Henriette de Belgique.
Signe : Ch. van den Eycken

## Galerie

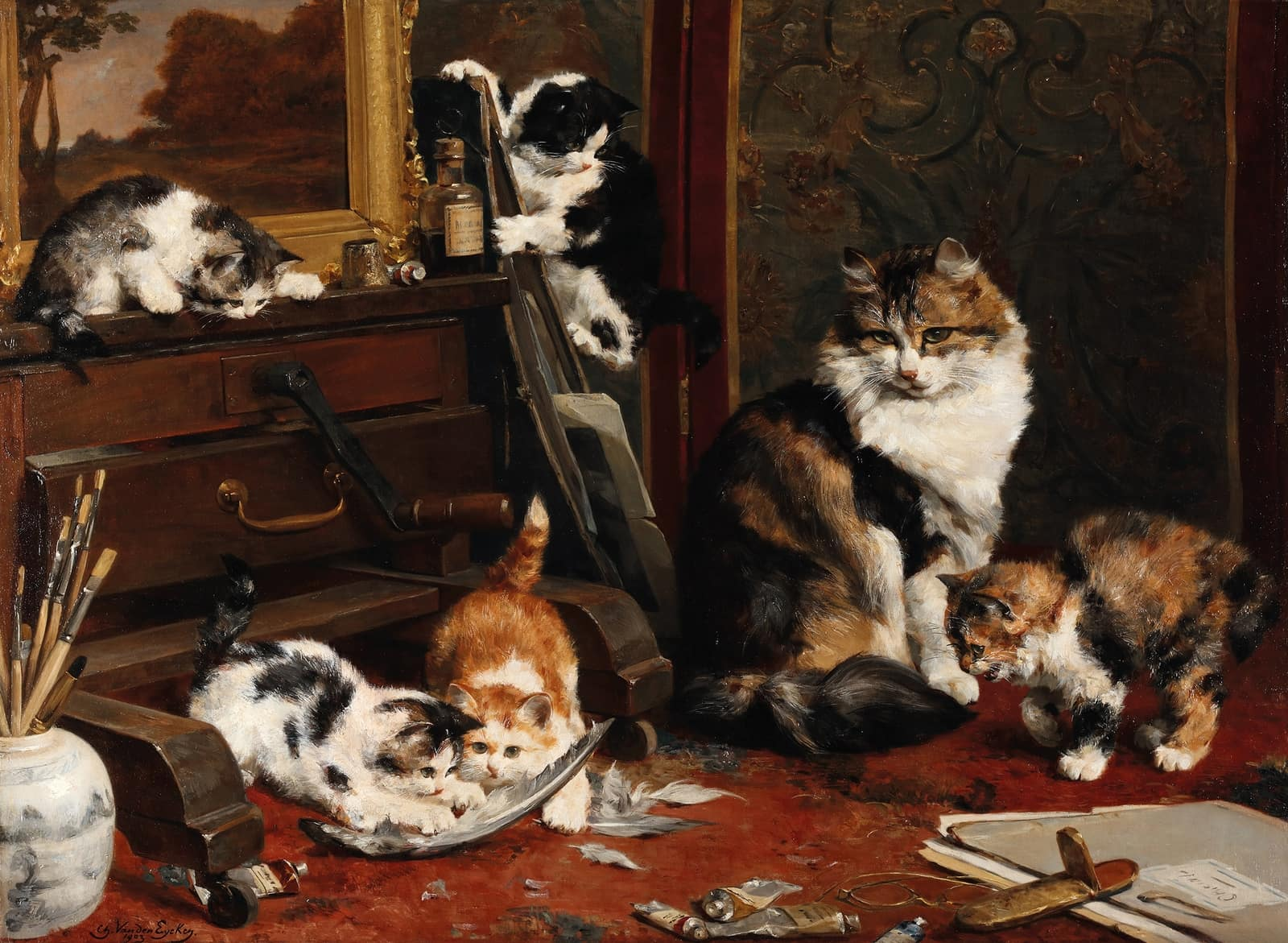
Un vilain jeu, collection anglaise
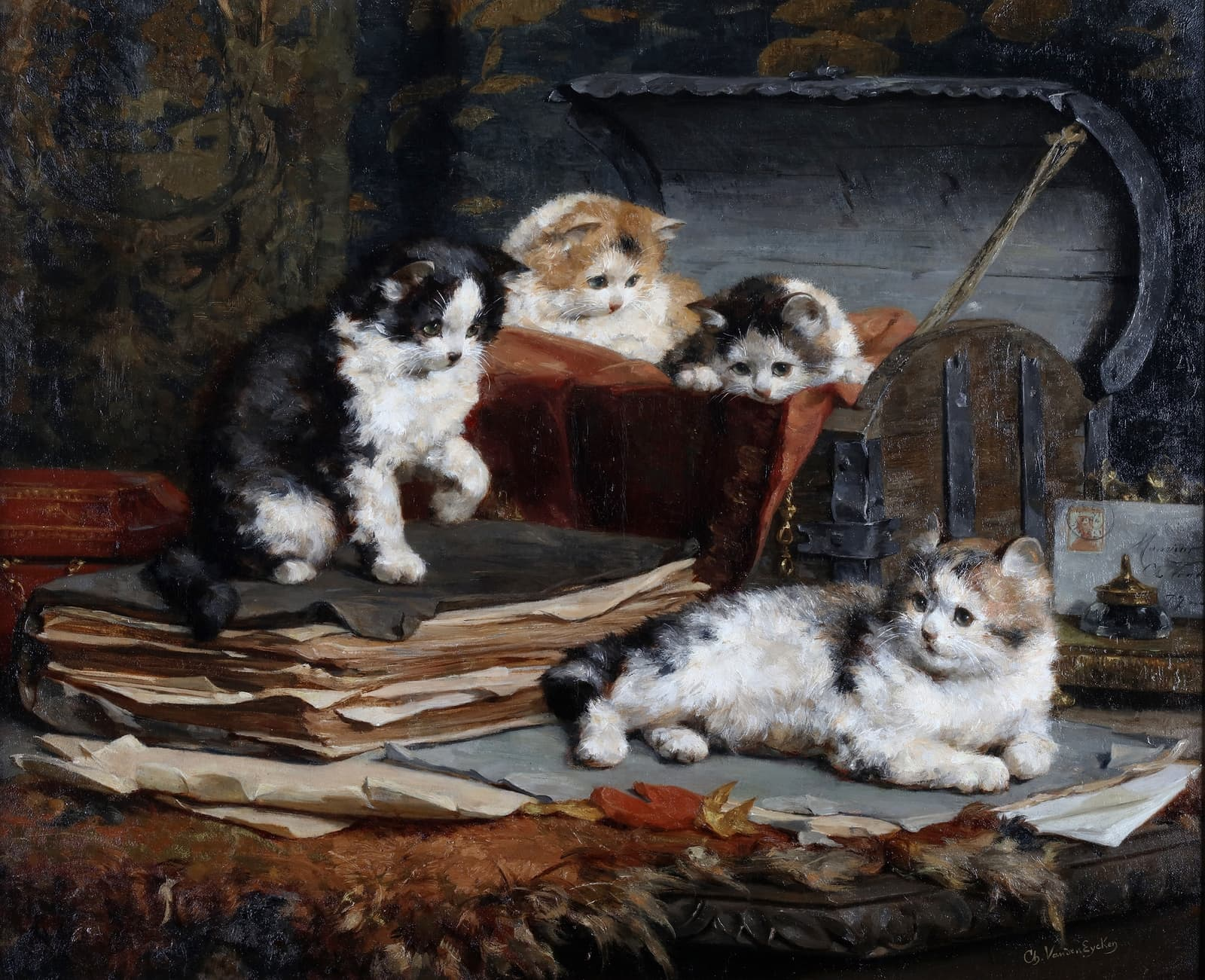
La famille heureuse, collection hollandaise
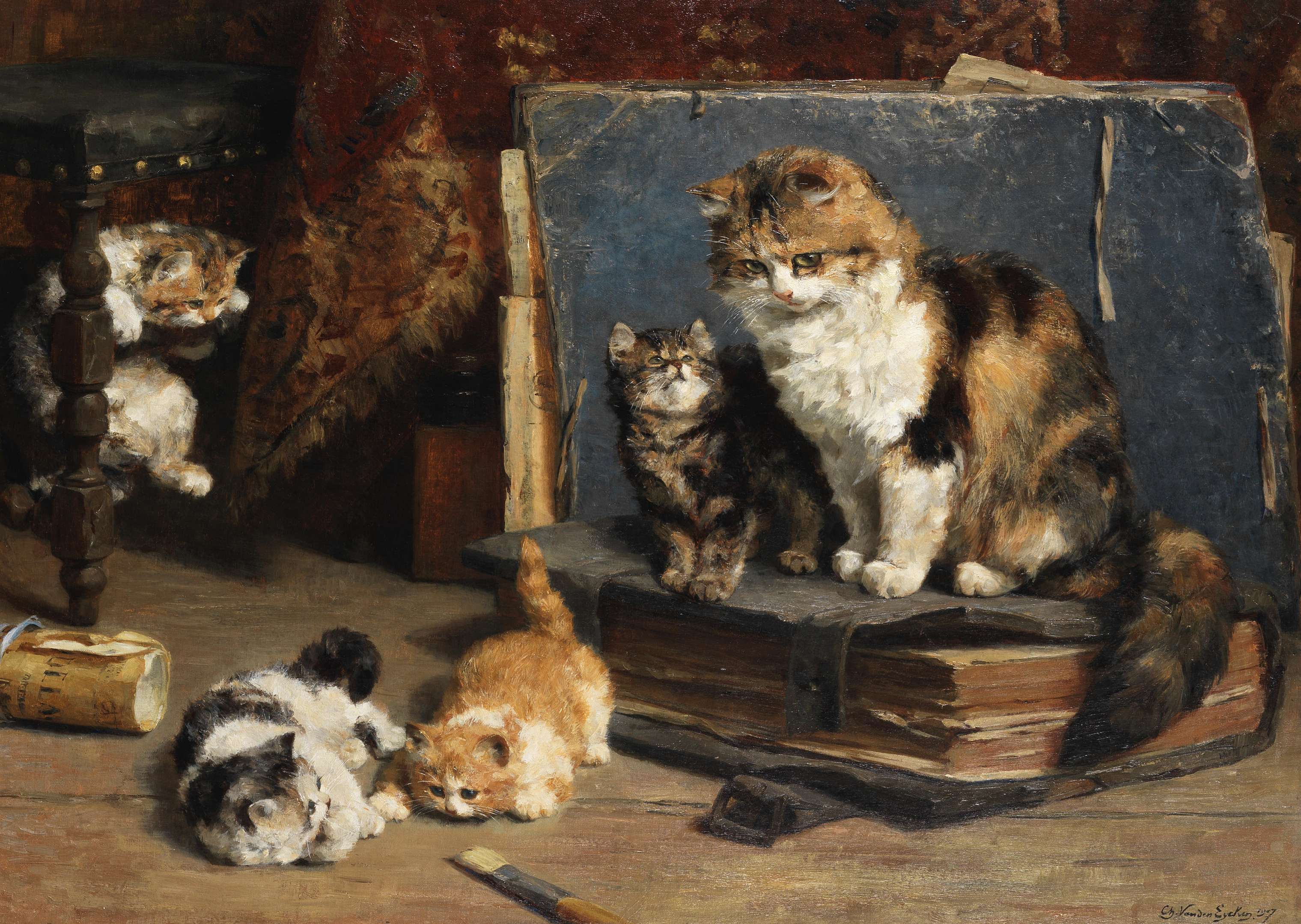
Artistes en herbe